# Loi du 31 décembre 1970
Pour les articles homonymes, voir Loi de 1970.
Lire en ligne

Version d'origine sur Légifrance

Loi du 12 juillet 1916 sur la détention sans motif légitime de substances vénéneuses.
La Loi no 70-1320 du 31 décembre 1970 relative aux mesures sanitaires de lutte contre la toxicomanie et à la répression du trafic et de l'usage illicite de substances vénéneuses abrégée loi du 31 décembre 1970 et parfois surnommée loi Mazeaud (du nom du rapporteur de la commission des lois d'alors, le député UDR Pierre Mazeaud) est une loi fixant le cadre légal relatif aux drogues en France. Elle est votée le 31 décembre 1970 et publiée au Journal officiel de la République française le 3 janvier 1971, à la page 74.
La loi se place sous le signe de la « lutte contre la toxicomanie », en mettant en place un double système de mesures coercitives, où deux types de réponses légales sont offertes par le magistrat à l'usager d'une des substances classées comme stupéfiants : réponse pénale (répressive), ou réponse médicale (sanitaire).
À ce titre, la loi de 1970 considère l'usager simple de stupéfiants à la fois comme un malade et comme un délinquant (jusqu'à un an de prison ferme pour usage simple).
Elle sanctionne également la production, la vente ou la cession, et l'organisation de la production ou de la cession de stupéfiants.

## Le texte de loi
Son préambule affirme ainsi :
« Toute personne usant d'une façon illicite de substances classées comme stupéfiants, est placée sous la surveillance de l'autorité sanitaire. »